# 달러 멘디
달러 싱(힌디어:  पृष्ठभूमि, 1967년 8월 18일 ~ )은 달러 멘디(힌디어: ਦਲੇਰ ਮਹਿੰਦੀ)라는 예명으로 활동하는 인도의 가수이다. 달러 멘디는 어렸을 때 인도의 고라크푸르에서 라핫 알리 칸 사헤브와 파티아라 가라나에게 음악을 배웠다.
그는 시크의 전통적인 음악인 라바비 창법을 토대로 한 펀자브 대중가요를 부른다. 그의 음악은 방그라(인도 전통 음악과 서구 대중 음악이 합쳐진 댄스 음악)가 대부분이며, 뚫훍송으로 알려진 대표곡 〈Tunak Tunak Tun〉은 다양한 국가에서의 컬트적 인터넷 유행이 되었다.
가족으로는 달러 멘디가 6형제 중 한 명으로 그의 형인 한스 랏 한스 싱과 그의 막내 동생인 미카 싱이 있다.